# アジア競馬会議
アジア競馬会議（あじあけいばかいぎ、Asian Racing Conference）とはアジア競馬連盟（Asian Racing Federation）の加盟国が参加して開かれる、アジアにおける競馬開催国の相互交流を目的とする会議である。略称はARC。

## 概要
1960年に日本の日本中央競馬会（JRA）とビルマのラングーンターフクラブの提唱によって設立された。第1回の会議は同年5月23日に東京で開催され、以後各加盟国において定期的に開催されている。2001年の第28回アジア競馬会議においてアジア競馬連盟が設立され、アジア競馬会議はその機関会議となった。
1969年の開催でサラブレッド・マーチがこの会議向けに公開された。
2008年の第32回アジア競馬会議（11月9〜14日）は、23年ぶりに東京で開催された。これに伴いJRAは11月9日を「アジア競馬会議デー」とし、東京競馬第10競走（3歳以上1600万下）を「アジア競馬会議記念」として開催した。この時、本馬場入場曲をオリジナル版のサラブレッド・マーチが特別に用意された。

## 開催日程
| 回数   | 開催日程          | 開催地                  |
| ------ | ----------------- | ----------------------- |
| 第1回  | 1960年5月23日     | 日本                    |
| 第2回  | 1961年9月25日     | シンガポール            |
| 第3回  | 1963年4月3日      | オーストラリア          |
| 第4回  | 1964年11月5日     | フィリピン              |
| 第5回  | 1966年1月19日     | インド                  |
| 第6回  | 1967年1月6日      | タイ                    |
| 第7回  | 1968年1月         | ニュージーランド        |
| 第8回  | 1969年3月16日     | 日本                    |
| 第9回  | 1970年9月18日     | マレーシア シンガポール |
| 第10回 | 1972年3月         | オーストラリア          |
| 第11回 | 1973年5月         | トルコ                  |
| 第12回 | 1974年11月19日    | フィリピン              |
| 第13回 | 1976年12月6日     | インド                  |
| 第14回 | 1978年12月        | 香港                    |
| 第15回 | 1980年9月11日     | 韓国                    |
| 第16回 | 1982年1月6日      | タイ                    |
| 第17回 | 1984年1月27日     | ニュージーランド        |
| 第18回 | 1985年10月        | 日本                    |
| 第19回 | 1987年3月         | マレーシア シンガポール |
| 第20回 | 1988年9月         | オーストラリア          |
| 第21回 | 1990年7月         | トルコ                  |
| 第22回 | 1991年12月        | 香港                    |
| 第23回 | 1993年2月         | フィリピン              |
| 第24回 | 1995年1月23〜30日 | インド                  |
| 第25回 | 1997年1月         | 南アフリカ              |
| 第26回 | 1999年1月         | マカオ                  |
| 第27回 | 2000年3月         | マレーシア シンガポール |
| 第28回 | 2001年11月        | タイ                    |
| 第29回 | 2003年3月         | ニュージーランド        |
| 第30回 | 2005年5月20〜27日 | 韓国                    |
| 第31回 | 2007年1月21〜27日 | アラブ首長国連邦        |
| 第32回 | 2008年11月9〜14日 | 日本                    |
| 第33回 | 2010年4月         | オーストラリア          |
| 第34回 | 2012年7月         | トルコ                  |
| 第35回 | 2014年5月5〜8日   | 香港                    |
| 第36回 | 2016年1月25〜28日 | インド                  |
| 第37回 | 2018年5月13〜18日 | 韓国                    |
| 第38回 | 2020年2月18〜23日 | 南アフリカ              |
| 第39回 | 2023年2月14〜19日 | オーストラリア          |
| 第40回 | 2024年8月27〜30日 | 日本                    |
| 第41回 | 2026年            | サウジアラビア          |